# فرصة ثانية (مسلسل)
فرصة ثانية، مسلسل تلفزيوني كويتي أنتج وعرض بعام 2011. كتبته وداد الكواري وأخرجه علي العلي وقام ببطولته سعاد عبد الله وعبد العزيز جاسم وحسين المنصور.

## فكرة المسلسل
تدور أحداث المسلسل حول الفرصة الثانية في حياة كل شخص، وكيفية استغلالها لتحقيق الأحلام وتصحيح أخطاء الماضي من خلال نماذج وصور من المجتمع.

## الفنانين المشاركين
- سعاد عبد الله. العمة حصة
- عبد العزيز جاسم. تركي
- حسين المنصور. منصور
- خالد أمين. معاذ
- باسمة حمادة. أم معاذ ( مريم )
- مشاري البلام. بدر
- إلهام الفضالة. بدرية
- عبير أحمد. الهام
- أحمد إيراج. فهد
- مرام. نوف
- ملاك. الاء
- حسين المهدي. علي
- زينة كرم. ضحى
- صمود. سجى
- شوق. ود
- أمل العنبري. أسماء